# Aula Magna - 40 Anos Numa Noite
Aula Magna - 40 Anos Numa Noite é o sexto álbum ao vivo da banda portuguesa de rock UHF. Editado em 23 de outubro de 2020 pela AM.RA Discos. O disco foi produzido por António Côrte-Real, Ivan Cristiano e teve produção executiva de António Manuel Ribeiro. Foi masterizado por Rui Dias no estúdio Mister Master (MM) na Charneca da Caparica e as misturas finais foram dirigidas por João Martins no estúdio Ponto Zurca, em Almada.